# Brian & Michael
Brian & Michael (Брайан и Майкл) — английский дуэт, известный песней Matchstalk Men & Matchstalk Cats & Dogs.

## История
Дуэт «Брайан и Майкл» известен только одним хитом. Но его создание стало одним из главных событий в британской рок-музыке 1978 года. Состав группы первоначально включал в себя Брайана Берка и Майкла Коулмена. Однако, незадолго до выхода песни в свет, Брайан покинул дуэт. А его место занял продюсер и аранжировщик Кевин Парротт, с которым Коулмен и продолжил дальнейшую работу, сохранив уже ставшее известным название «Брайан и Майкл».

## Matchstalk Men & Matchstalk Cats & Dogs
Песня появилась в чарте 4 апреля 1978 и сразу взметнулась на первую строчку, где оставалась целых три недели. Пока её не заставила потесниться биджизовская «Ночная лихорадка» из знаменитого фильма «Лихорадка в субботу вечером». Братья Гиббы (группа Би Джиз) заняли тогда три места в первой пятёрке чарта с хитами из своего альбома к «Лихорадке». Подобного не происходило со времени Битлз.
Песню о «спичечных людях, кошках и собаках» авторы посвятили своему земляку — манчестерцу, выдающемуся английскому художнику Лоренсу Стивену Лаури (L. S. Lowry), который скончался за два года до этого. Л. С. Лаури родился в Манчестере и тридцать лет жил и работал в Солфорде (входящем в Большой Манчестер). Он известен картинами, изображающими промышленную и городскую жизнь Северной Англии. Свои работы он населял целыми толпами людей (как правило, серого цвета), получивших название «matchstalk (matchstick) men», то есть «спичечных людей». Обо всём этом, основываясь на своих воспоминаниях о Солфорде, и рассказали в своём произведении Брайан Берк и Майкл Коулмен. Для записи песни авторы пригласили детский хор школы Св. Уинифреда из города Стокпорт, который после этой записи приобрёл общебританскую известность. Популярным стало также и исполнение этой песни другим дуэтом — «Фостер и Ален»
Кевин Пэрротт скончался от инсульта 9 октября 2023 года .